# 467
467 (CDLXVII) var ett normalår som började en söndag i den julianska kalendern.

## Händelser

### April
- 12 april – Anthemius blir västromersk kejsare.

### Okänt datum
- Santa Bibiana i Rom invigs.

## Födda
- Leo II, bysantinsk kejsare.

## Avlidna
- Benignus av Armagh, irländsk hövding.